# Unterseeboot 333
Le Unterseeboot 333 (ou U-333) est un sous-marin allemand (U-Boot) de type VII.C utilisé par la Kriegsmarine, la marine de guerre allemande, pendant la Seconde Guerre mondiale.

## Construction
L'U-333 est un sous-marin océanique de type VII C. Construit dans les chantiers de Nordseewerke à Emden, la quille du U-333 est posée le 11 mars 1940. Il est lancé le 14 juin 1941 pour être testé en mer. L'U-333 entre finalement en service deux mois et demi plus tard.
En guise d'emblème de kiosque, le premier commandant de l'U-333, le Kapitänleutnant Peter-Erich Cremer choisit "Trois petits poissons", évoquant ainsi sa vocation nautique et son numéro.

## Historique
Mis en service le 25 août 1941, l'équipage de l'Unterseeboot 333 reçoit sa formation de base à Kiel, sous le commandement de Peter-Erich Cremer au sein de la 5. Unterseebootsflottille. La formation se poursuit jusqu'au 31 décembre 1941. L'U-333 rejoint son de combat à La Pallice, avec la 3. Unterseebootsflottille, à la base sous-marine de La Rochelle en France, au lieu-dit de La Pallice.
L'Unterseeboot 333 a effectué 12 patrouilles dans lesquelles il a coulé sept navires marchands ennemis, pour un total de 32 107 tonneaux. Il a en outre endommagé un navire marchand ennemi de 8 327 tonneaux et un navire de guerre de 925 tonnes au cours de ses 481 jours en mer.
L'U-333 réalise sa première patrouille le 27 décembre 1941, quittant le port de Kiel sous les ordres du Kapitänleutnant Peter-Erich Cremer. Le 1er janvier 1942, l'U-Boot est attaqué par un avion ennemi, mais sans dommage. Le 31 janvier 1942, l'U-333 coule par erreur le Spreewald de la marine marchande allemande. Le Spreewald, navire marchand allemand, est en effet camouflé en navire norvégien, conduisant Cremer à cette méprise fatale. Après 45 jours en mer et trois navires marchands coulés, pour un total de 13 277 tonneaux, le commandant Cremer arrive à La Pallice le 9 février 1942. Traduit immédiatement en cour martiale, le 9 février 1942, Peter-Erich Cremer est finalement disculpé, son erreur de jugement ne remettant pas en cause son aptitude au commandement. Le lendemain, le 10 février 1942, Cremer est même décoré de la Croix de fer 1re classe, pour ses deux premières victoires.
La deuxième patrouille de l'U-333 commence le 30 mars 1942 pour se terminer le 26 mai 1942. À son retour, le commandant Cremer reçoit l'insigne de combat des U-Boote. Le 5 juin 1942, il est décoré de la prestigieuse Croix de chevalier de la Croix de fer pour ses derniers succès.
L'U-333 effectue sa 3e mission en mer en août 1942. Après 14 jours en mer, l'U-333, toujours commandé par Cremer, rentre bredouille à La Pallice.
L'U-333 effectue sa 4e mission en mer le 1er septembre 1942, au départ de La Pallice. Au cours de cette patrouille, l'U-333 est attaqué le 6 octobre 1942 par la corvette britannique HMS Crocus au large des côtes de la Sierra Leone en Afrique de l'Ouest. Le sous-marin perd trois hommes et plusieurs hommes sont blessés à bord, dont le commandant Cremer. L'HMS Crocus est lui aussi touché, mais l'U-Boot est plus lourdement endommagé. Le médecin de l'U-459, un sous-marin ravitailleur ou « vache-à-lait » (Milchkuhe) doit s'occuper des blessés. Le commandement de l'U-Boot 333 est alors provisoirement repris par le Leutnant zur See Helmut Kandzior, puis, à partir du 9 octobre 1942, par le Kapitänleutnant Lorenz Kasch de l'U-107. Alors que l'U-Boot 333 tente de retourner vers sa base sans sombrer, il est de nouveau attaqué. Le 21 octobre 1942, l'ancien U-570, capturé le 27 août 1941 lors de sa première patrouille, et remis en service par les britanniques sous le nom de HMS Graph, sous le commandement du lieutenant Peter Barnsley Marriott, tire une série de torpilles sur l'U-333, déjà fortement endommagé, au nord du cap Ferrol en Espagne. Ce n'est qu'après la guerre que l'on apprit que cette attaque avait été perpétrée par l'ancien sous-marin allemand U-570. Après 53 jours en mer et deux attaques directes, l'U-333 arrive finalement à La Pallice le 23 octobre 1942. Le 22 novembre 1942, le Kapitänleutnant Kasch cède le commandement de l'U-333, qui sera provisoirement repris par l'Oberleutnant zur See Werner Schwaff. Le commandant Cremer doit passer, quant à lui, trois mois à l'hôpital, en convalescence. Le 11 novembre 1942, il reçoit l'Insigne des blessés en argent.
Le 20 décembre 1942, l'U-333 part pour sa cinquième patrouille, qu'il achève 48 jours plus tard, le 5 février 1943.
Lors de sa 6e mission, après deux jours de mer, l'U-333 subit une attaque aérienne le 4 mars 1943, à 21 h 31. Alors que l'U-333 navigue dans le Golfe de Gascogne, un bombardier Vickers Wellington Mk.VIII MP505 du 172 Squadron RAF/B, attaque le sous-marin par surprise. Il prend au dépourvu les hommes chargés de la surveillance, sur le kiosque. Le Wellington utilise son puissant projecteur pour suivre le sillage de l'U-Boot, mais il essuie les tirs des armes anti-aériennes du sous-marin. Le bombardier s'écrase en flammes après son survol de l'U-Boot, tuant six membres d'équipage. Deux des quatre grenades lancées du Wellington touchent l'U-333, mais la première n'a pas explosé et la seconde a rebondi sur la coque, causant des dommages mineurs. Cet avion, avec le même équipage, avait coulé l'U-268 le 19 février 1943.
Le 19 mars 1943, l'U-333 attaque le convoi SC-122 et coule un navire marchand grec de 5 234 tonneaux.
Après 43 jours en mer, l'U-333 retourne à La Rochelle, qu'il atteint le 13 avril 1943.
Le 17 mai 1943, l'Oberleutnant zur See Werner Schwaff cède le commandement de l'U-333 au Kapitänleutnant Cremer, qui reprend du service malgré ses blessures, pour sa quatrième patrouille sur l'U-333.
L'U-333 quitte La Rochelle le 2 juin 1943 pour sa septième mission. Après 91 jours en mer, ce qui sera sa plus longue mission, l'U-333 rentre à La Pallice, le 31 août 1943.
Le 21 octobre 1943, débute la huitième patrouille de l'U-333, au départ de La Rochelle. Le 4 novembre 1943, en attaquant un convoi KMS à destination de Gibraltar, l'U-333 refait surface dans un épais brouillard, mais il est attaqué par un destroyer et il est lourdement ébranlé par des grenades anti sous-marine. Il s'échappe. Le 18 novembre 1943, l'U-333 entre en collision avec une escorte alliée pour la troisième fois de sa carrière lors de l'attaque des convois combinés MKS-30 et SL-139. La frégate britannique HMS Exe percute l'U-Boot occasionnant la rupture du périscope, puis avec d'autres navires de l'escorte et avec l'aide d'un avion, il attaque l'U-Boot avec des grenades anti-sous-marine. Après huit heures de traque, l'U-333 s'échappe. Après 42 jours en mer, l'U-333 retrouve La Rochelle, le 1er décembre 1943.
Sa neuvième patrouille dure trois jours, du 10 au 12 février 1944.
Pour sa dixième mission en mer, l'U-333 quitte la base sous-marine de La Rochelle/La Pallice le 14 février 1944. Le 21 mars 1944, l'U-Boot est signalé à l'ouest de Tiree, en Écosse, par des avions alliés opérant pour le compte du groupe de soutien no 2 (Support Group 2) du Capitaine Frederic John Walker. Celui-ci chasse l'U-Boot de manière agressive. L'U-333 reste posé sur le fond, à une profondeur de 40 mètres (131 pieds) pendant près de dix heures. En dépit des risques encourus et de l'effet ventouse des fonds marins boueux, l'U-333 fait surface, et s'échappe. Tout d'abord surnommé avec humour « Ali Wrack », par ses hommes, soit « Ali l'épave », du fait de ses déboires maritimes, le commandant Cremer est alors respectueusement surnommé « Ali l'incoulable ». Après 67 jours en mer, l'U-333 arrive à La Pallice, le 20 avril 1944.
Le 6 juin 1944, jour du débarquement en Normandie, l'U-333 commence sa onzième mission en mer. Le 10 juin 1944, un hydravion Short S.25 Sunderland australien du Squadron 10/Y attaque l'U-Boot, lui causant de graves dommages. La défense anti-aérienne de l'U-Boot, efficace, réussit toutefois à repousser les attaques de l'avion. Le lendemain, 11 juin 1944, il subit une nouvelle attaque et abat un Sunderland du RAF Squadron 228/U. Déjà endommagé par l'attaque précédente, l'U-333, de nouveau touché, doit revenir à La Pallice. Le 12 juin 1944, dans le Golfe de Gascogne au sud de Brest, il subit une nouvelle attaque et abat un autre hydravion Sunderland, du RAF Squadron 201. Le 13 juin 1944, l'U-Boot arrive à la base sous-marine de Lorient, après huit jours en mer et trois attaques aériennes.
Le 11 juillet 1944, le commandant Cremer est promu au grade de korvettenkapitän, capitaine de corvette. Il cède le commandement de l'U-333 le 19 juillet 1944, au Kapitänleutnant Hans Fiedler.
L'U-333 quitte Lorient le 23 juillet 1944 pour sa douzième patrouille. Après neuf jours en mer, l'U-333 est attaqué par le navire d'escorte britannique HMS Starling et la frégate britannique HMS Loch Killin. Touché le 31 juillet 1944, par les mortiers Squid du HMS Loch Killin, l'U-333 sombre dans l'Atlantique Nord, à l'ouest des îles Scilly, à la position géographique de 49° 39′ N, 7° 28′ O. Le sous-marin et les 45 hommes d'équipage disparaissent dans ce naufrage.

## Affectations
- 5. Unterseebootsflottille à Kiel du 25 août au 31 décembre 1941 (Flottille d'entraînement).
- 3. Unterseebootsflottille à La Pallice du 1er janvier 1942 au 31 juillet 1944 (Flottille de combat).

## Commandements
- Kapitänleutnant Peter-Erich Cremer, du 25 août 1941 au 6 octobre 1942 (4 patrouilles)
- Leutnant zur See Helmut Kandzior, du 6 au 9 octobre 1942
- Kapitänleutnant Lorenz Kasch, du 9 octobre au 22 novembre 1942
- Oberleutnant zur See Werner Schwaff, du 22 novembre 1942 au 17 mai 1943
- Kapitänleutnant, puis korvettenkapitän Peter-Erich Cremer, du 18 mai 1943 au 19 juillet 1944 (5 patrouilles)
- Kapitänleutnant Hans Fiedler, du 20 au 31 juillet 1944

## Patrouilles
|       | Commandant                | Départ             | Départ     | Arrivée           | Arrivée    | Jours     | Succès   |
| ----- | ------------------------- | ------------------ | ---------- | ----------------- | ---------- | --------- | -------- |
| 1     | Kptlt. Peter-Erich Cremer | 27 décembre 1941   | Kiel       | 9 février 1942    | La Pallice | 45 jours  | 13 277   |
| 2     | Kptlt. Peter-Erich Cremer | 30 mars 1942       | La Pallice | 26 mai 1942       | La Pallice | 58 jours  | 21 923   |
| 3     | Kptlt. Peter-Erich Cremer | 11 août 1942       | La Pallice | 24 août 1942      | La Pallice | 14 jours  |          |
| 4     | Kptlt. Peter-Erich Cremer | 1er septembre 1942 | La Pallice | 23 octobre 1942   | La Pallice | 53 jours  | 925      |
| 5     | Oblt. Werner Schwaff      | 20 décembre 1942   | La Pallice | 5 février 1943    | La Pallice | 48 jours  |          |
| 6     | Oblt. Werner Schwaff      | 2 mars 1943        | La Pallice | 13 avril 1943     | La Pallice | 43 jours  | 5 234    |
| 7     | Kptlt. Peter-Erich Cremer | 2 juin 1943        | La Pallice | 31 août 1943      | La Pallice | 91 jours  |          |
| 8     | Kptlt. Peter-Erich Cremer | 21 octobre 1943    | La Pallice | 1er décembre 1943 | La Pallice | 42 jours  |          |
| 9     | Kptlt. Peter-Erich Cremer | 10 février 1944    | La Pallice | 12 février 1944   | La Pallice | 3 jours   |          |
| 10    | Kptlt. Peter-Erich Cremer | 14 février 1944    | La Pallice | 20 avril 1944     | La Pallice | 67 jours  |          |
| 11    | Kptlt. Peter-Erich Cremer | 6 juin 1944        | La Pallice | 13 juin 1944      | Lorient    | 8 jours   |          |
| 12    | Kptlt. Hans Fiedler       | 23 juillet 1944    | Lorient    | 31 juillet 1944   | Coulé      | 9 jours   |          |
| Total | Total                     | Total              | Total      | Total             | Total      | 481 jours | 41 359 t |

Note : Oblt. = Oberleutnant zur See - Kplt. = Kapitänleutnant

## Opérations Wolfpack
Durant sa carrière opérationnelle, l'U-333 a opéré avec les Wolfpacks (meutes de loups) suivants :
1. Ziethen (17 janvier 1942 - 22 janvier 1942)
2. Blücher (14 août 1942 - 18 août 1942)
3. Iltis (6 septembre 1942 - 23 septembre 1942)
4. Falke (28 décembre 1942 - 19 janvier 1943)
5. Landsknecht (19 janvier 1943 - 28 janvier 1943)
6. Dränger (14 mars 1943 - 20 mars 1943)
7. Seewolf (21 mars 1943 - 30 mars 1943)
8. Schill (25 octobre 1943 - 16 novembre 1943)
9. Schill 1 (16 novembre 1943 - 19 novembre 1943)

## Palmarès
Au cours de ses 12 patrouilles, cumulant 481 jours en mer, l'Unterseeboot 333 a coulé un navire marchand allemand de 5 083 tonneaux, et six navires marchands ennemis, pour un total de 27 024 tonneaux. Il a également endommagé un navire marchand ennemi de 8 327 tonneaux, et un navire de guerre de 925 tonnes. L'U-333 a en outre abattu deux avions ennemis.
| Date            | Non du navire        | Tonnage | Nationalité | Convois | État et localisation             |
| --------------- | -------------------- | ------- | ----------- | ------- | -------------------------------- |
| 22 janvier 1942 | Vassilios A. Polemis | 3 429   | Grèce       | ON-53   | Coulé à 42° 32′ N, 52° 38′ O     |
| 24 janvier 1942 | Ringstad             | 4 765   | Norvège     | ON-55   | Coulé à 45° 50′ N, 51° 04′ O     |
| 31 janvier 1942 | Spreewald            | 5 083   | Allemagne   |         | Coulé à 45° 12′ N, 24° 50′ O     |
| 6 mai 1942      | Amazone              | 1 294   | Pays-Bas    |         | Coulé à 27° 21′ N, 80° 04′ O     |
| 6 mai 1942      | Halsey               | 7 088   | États-Unis  |         | Coulé à 27° 14′ N, 80° 03′ O     |
| 6 mai 1942      | Java Arrow           | 8 327   | États-Unis  |         | Endommagé à 27° 35′ N, 80° 08′ O |
| 10 mai 1942     | Clan Skene           | 5 214   | Royaume-Uni |         | Coulé à 31° 43′ N, 70° 43′ O     |
| 6 octobre 1942  | HMS Crocus           | 925     | Royaume-Uni |         | Endommagé à 7° 52′ N, 14° 57′ O  |
| 19 mars 1943    | Carras               | 5 234   | Grèce       | SC-122  | Coulé à 54° 05′ N, 24° 19′ O     |